# Mediastino superiore
Il mediastino superiore è un compartimento anatomico del torace compreso tra il limite superiore del torace e un piano orizzontale passante attraverso l'angolo di Louis (articolazione tra il manubrio e il corpo dello sterno) e la quarta vertebra toracica.

## Limiti anatomici
Superiormente, il mediastino superiore è in diretta continuazione con il collo, con il quale condivide diverse strutture anatomiche. Un piano passante attraverso la prima vertebra toracica e giacente sul margine superiore della prima costa delimita il collo dal mediastino. Anteriormente il limite è rappresentato dal periostio della superficie interna del manubrio dello sterno e dalla porzione tendina terminale dei muscoli sterno-tiroidei e muscoli sterno-joidei. Posteriormente è delimitato dalle guaine connettivali che rivestono il periostio delle vertebre toraciche prima, seconda, terza e quarta. Lateralmente il limite coincide con il foglietto parietale della pleura mediastinica che riveste gli apici polmonari. Il limite inferiore coincide con il precedentemente citato piano orizzontale passante attraverso l'angolo di Louis e la quarta vertebra toracica.

## Organi del mediastino superiore
Il mediastino superiore rappresenta una zona di transizione tra il compartimento cervicale e quello toracico; conseguentemente, in tale comparto alloggiano le strutture vascolari che dal cuore portano sangue arterioso agli organi del cranio e degli arti superiori e le vene che drenano il sangue refluo da questi distretti. Tali strutture comprendono l'arco dell'aorta, l'arteria anonima, la carotide comune di sinistra, la succlavia sinistra, la vena cava superiore e la vena brachiocefalica di sinistra e di destra. Le strutture nervose comprendono le porzioni superiori dei nervi vaghi e dei nervi frenici e il nervo ricorrente laringeo. Organi del mediastino superiore sono la trachea, la porzione superiore dell'esofago, la porzione superiore del timo (se ancora presente) e molte stazioni linfonodali importanti del torace. L'intricata trama connettivale presente rappresenta la diretta continuazione del connettivo e delle fasce cervicali; in questo contesto è contenuta una variabile quantità di tessuto adiposo.

## Patologia
Il mediastino superiore assume un ruolo estremamente importante nella patologia tumorale del polmone; tumori infiltranti questa struttura posso dar luogo a una serie di entità sindromiche che vengono definite come sindromi mediastiniche; in tali entità si inquadra la sindrome della vena cava superiore, il cui substrato patogenetico deve essere ricercato nella compressione o nell'infiltrazione della vena cava superiore. Una precipua malattia è rappresentato dal gozzo sommerso, condizione non rara che rappresenta un possibile quadro di presentazione di gozzo. Una mediastinite derivante dalla diffusione di processi infiammatori del collo e del torace rappresenta un'ulteriore possibile entità patologica.